# Saint-Hilaire-le-Petit
Saint-Hilaire-le-Petit är en kommun i departementet Marne i regionen Grand Est (tidigare regionen Champagne-Ardenne) i nordöstra Frankrike. Kommunen ligger i kantonen Beine-Nauroy som tillhör arrondissementet Reims. År 2022 hade Saint-Hilaire-le-Petit 353 invånare.

## Befolkningsutveckling
Antalet invånare i kommunen Saint-Hilaire-le-Petit
| Referens: INSEE |